# 詹姆斯·F·居塞拉
詹姆斯·F·居塞拉（1952年—）是一位加拿大分子生物学家和遗传学家，知名于对神经退行性疾病的研究，2016年获美国人类遗传学学会颁发的威廉·艾伦奖。